# Neopanorpa
Neopanorpa är ett släkte av näbbsländor. Neopanorpa ingår i familjen skorpionsländor.

## Dottertaxa tillNeopanorpa, i alfabetisk ordning[1]
- Neopanorpa abdita
- Neopanorpa anchoroides
- Neopanorpa angustiapicula
- Neopanorpa angustipennis
- Neopanorpa annamensis
- Neopanorpa apicata
- Neopanorpa appendiculata
- Neopanorpa babai
- Neopanorpa banksi
- Neopanorpa baviensis
- Neopanorpa benaci
- Neopanorpa borneensis
- Neopanorpa breviramus
- Neopanorpa brevivalvae
- Neopanorpa brisi
- Neopanorpa burmana
- Neopanorpa byersi
- Neopanorpa cantonensis
- Neopanorpa carpenteri
- Neopanorpa cavaleriei
- Neopanorpa caveata
- Neopanorpa chaoi
- Neopanorpa chelata
- Neopanorpa chillcotti
- Neopanorpa choui
- Neopanorpa clara
- Neopanorpa claripennis
- Neopanorpa clavata
- Neopanorpa contracta
- Neopanorpa cornuta
- Neopanorpa crinita
- Neopanorpa cuspidata
- Neopanorpa denticulata
- Neopanorpa diloba
- Neopanorpa dimidiata
- Neopanorpa dispar
- Neopanorpa dorsalis
- Neopanorpa dubis
- Neopanorpa echinata
- Neopanorpa echinodes
- Neopanorpa effusa
- Neopanorpa fenestrata
- Neopanorpa fimbriata
- Neopanorpa flava
- Neopanorpa flavicauda
- Neopanorpa flavoferruginea
- Neopanorpa formosana
- Neopanorpa formosensis
- Neopanorpa fractura
- Neopanorpa furcata
- Neopanorpa fuscicauda
- Neopanorpa gestroi
- Neopanorpa gibbosa
- Neopanorpa globulifera
- Neopanorpa gradana
- Neopanorpa hainanica
- Neopanorpa harmandi
- Neopanorpa heii
- Neopanorpa hirsuta
- Neopanorpa hualizhongi
- Neopanorpa huangshana
- Neopanorpa hunanensis
- Neopanorpa hushengchangi
- Neopanorpa hyalinata
- Neopanorpa indica
- Neopanorpa infuscata
- Neopanorpa k-maculata
- Neopanorpa kwangtsehi
- Neopanorpa lacunaris
- Neopanorpa latipennis
- Neopanorpa latiseparata
- Neopanorpa lichuanensis
- Neopanorpa lieftincki
- Neopanorpa lifashengi
- Neopanorpa lipingensis
- Neopanorpa liquifascia
- Neopanorpa longiprocessa
- Neopanorpa lui
- Neopanorpa lungtausana
- Neopanorpa maai
- Neopanorpa magna
- Neopanorpa makii
- Neopanorpa malaisei
- Neopanorpa mangshanensis
- Neopanorpa minuta
- Neopanorpa mokansana
- Neopanorpa mulleri
- Neopanorpa mutabilis
- Neopanorpa nielseni
- Neopanorpa nigritis
- Neopanorpa nipalica
- Neopanorpa obscura
- Neopanorpa ocellaris
- Neopanorpa ochrura
- Neopanorpa ornata
- Neopanorpa ovata
- Neopanorpa pallivalva
- Neopanorpa panda
- Neopanorpa parva
- Neopanorpa parvula
- Neopanorpa pendulifera
- Neopanorpa pennyi
- Neopanorpa pielina
- Neopanorpa pulchra
- Neopanorpa puripennis
- Neopanorpa ramulata
- Neopanorpa retina
- Neopanorpa salai
- Neopanorpa sauteri
- Neopanorpa sheni
- Neopanorpa siamensis
- Neopanorpa similis
- Neopanorpa simulans
- Neopanorpa sordida
- Neopanorpa spatulata
- Neopanorpa spicata
- Neopanorpa subreticulata
- Neopanorpa sumatrana
- Neopanorpa taoi
- Neopanorpa terminata
- Neopanorpa thai
- Neopanorpa tibetensis
- Neopanorpa tienmushana
- Neopanorpa tienpingshana
- Neopanorpa tiomanensis
- Neopanorpa translucida
- Neopanorpa tuberosa
- Neopanorpa umbonata
- Neopanorpa validipennis
- Neopanorpa varia
- Neopanorpa vietnamensis
- Neopanorpa vittata
- Neopanorpa wittmeri
- Neopanorpa youngi
- Neopanorpa zebrata